# Leptoneta lingqiensis
Leptoneta lingqiensis là một loài nhện trong họ Leptonetidae.
Loài này thuộc chi Leptoneta. Leptoneta lingqiensis được miêu tả năm 1984 bởi Chen, Shen & Gao.